# Jerzy Kępiński
Jerzy Kępiński OSsT (ur. w 1948 roku w Budziskach) — polski zakonnik (trynitarz), misjonarz, odnowiciel swojego zakonu w Polsce oraz jego były krajowy minister i delegat generała zakonu.
Do zakonu ojców trynitarzy trafił przez przypadek – relegowano go z seminarium duchownego za odmowę zgolenia brody. Nie chcąc porzucać drogi duchowej, udał się do Rzymu i tam wstąpił do zakonu. Pracował trzy lata na Madagaskarze, gdzie opiekował się parafią liczącą 12 tysięcy kilometrów kwadratowych i 30 tysięcy mieszkańców.
W 1986 roku, w trzechsetną rocznicę sprowadzenia zakonu do Polski, dostał nakaz jego reaktywacji. W gospodarstwie rodziców w Budziskach zbudował klasztor (oficjalnie: pomieszczenie mieszkalno-gospodarcze), w którym oczekiwał na kandydatów do stanu zakonnego, a także prowadził ośrodek odwykowy dla księży-alkoholików. Przez długi czas był jedynym trynitarzem w Polsce. 
Ministrem zakonu w Polsce został po nim o. Mariusz Cywka, który odbywał w Budziskach nowicjat. 
Jerzy Kępiński jest bohaterem filmu dokumentalnego Ten, który pachnie (reż. Aleksander Dyl). W okolicy znany jest również jako poliglota, władający ośmioma językami obcymi.